# FionaSeraph
FionaSeraph（陳樂敏，1994年12月21日—），澳門歌手，2016年曾於香港發展音樂事業，其後回流澳門繼續音樂工作。2017年8月，陳樂敏於澳門電視台音樂頒獎禮及澳！MV頒奬禮憑歌曲《Just Love You》獲多個音樂獎項。

## 歌曲作品

### 2016年
- 我們忘記了初衷

### 2017年
- Just Love You

### 2018年
- Good Love
- 裂

## 獎項

### 2017
- 第十五屆澳廣視至愛新聽力頒獎禮頒發[至愛歌曲獎]
- 第十五屆澳廣視至愛新聽力頒獎禮頒發[最佳編曲大獎]
- 獲得第二屆 澳! MV頒獎盛典頒發[最佳新聲MV獎]

## 外部連結
- 東網 陳樂敏澳門「水坑尾」拍MV勁有情懷（页面存档备份，存于）
- 熱新聞 澳門過江龍樂壇女新人陳樂敏Fiona拍處女歌《我們忘記了初衷》MV（页面存档备份，存于）